# Ashraf Agoro
Ashraf Agoro, né le 31 décembre 1997, est un footballeur international togolais, qui joue dans le club togolais de l'ASC Kara.

## Biographie

### En club
Ashraf Agoro termine meilleur buteur du championnat togolais 2016-2017 (avec 13 buts). Il découvre ensuite les championnats gabonais et burkinabé, avant de revenir au Togo jouer pour l'ASC Kara. 

### En équipe nationale
Agoro fait partie des Togolais sélectionnés pour le Tournoi de Toulon 2018. Lors de cette compétition, il joue quatre matchs, sans inscrire de but. 
Il reçoit sa première sélection en équipe du Togo le 16 juillet 2017, contre le Bénin. Ce match nul (1-1) rentre dans le cadre des qualifications du championnat d'Afrique 2018. Il inscrit son premier but en équipe nationale lors de la deuxième sélection, contre le Nigeria. Ce match gagné 4-1 rentre dans le cadre des qualifications du championnat d'Afrique 2020.
Il inscrit son deuxième but le 23 janvier 2020, en amical contre le Niger. Ce match nul (2-2) rentre dans le cadre des préparations du championnat d'Afrique 2020.

## Buts en sélection
| Buts en sélection de Ashraf Agoro | Buts en sélection de Ashraf Agoro | Buts en sélection de Ashraf Agoro | Buts en sélection de Ashraf Agoro | Buts en sélection de Ashraf Agoro | Buts en sélection de Ashraf Agoro | Buts en sélection de Ashraf Agoro |
|                                   | Date                              | Lieu                              | Adversaire                        | Score                             | Résultat                          | Compétition                       |
| --------------------------------- | --------------------------------- | --------------------------------- | --------------------------------- | --------------------------------- | --------------------------------- | --------------------------------- |
| 1.                                | 19 octobre 2019                   | Lomé (Togo)                       | Nigeria                           | 4-1 (1 but à 92e)                 | 4-1                               | Qualifications du CHAN 2020       |
| 2.                                | 22 janvier 2020                   | Lomé (Togo)                       | Niger                             | 1-0 (1 but à 27e)                 | 2-2                               | Match amical                      |